# Notre-Dame-de-l’Assomption (Arbrissel)

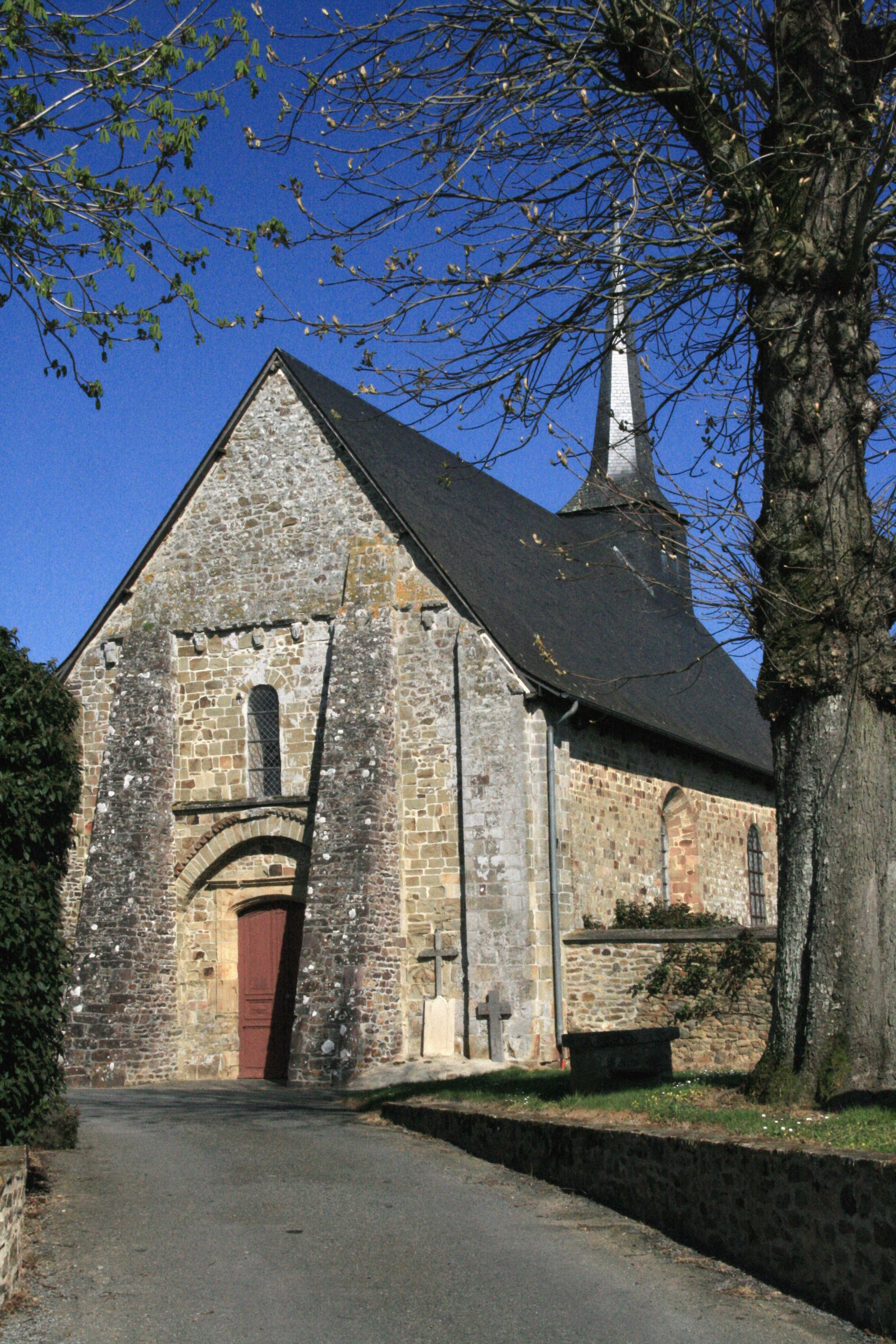
Kirche Notre-Dame-de-l’Assomption in Arbrissel

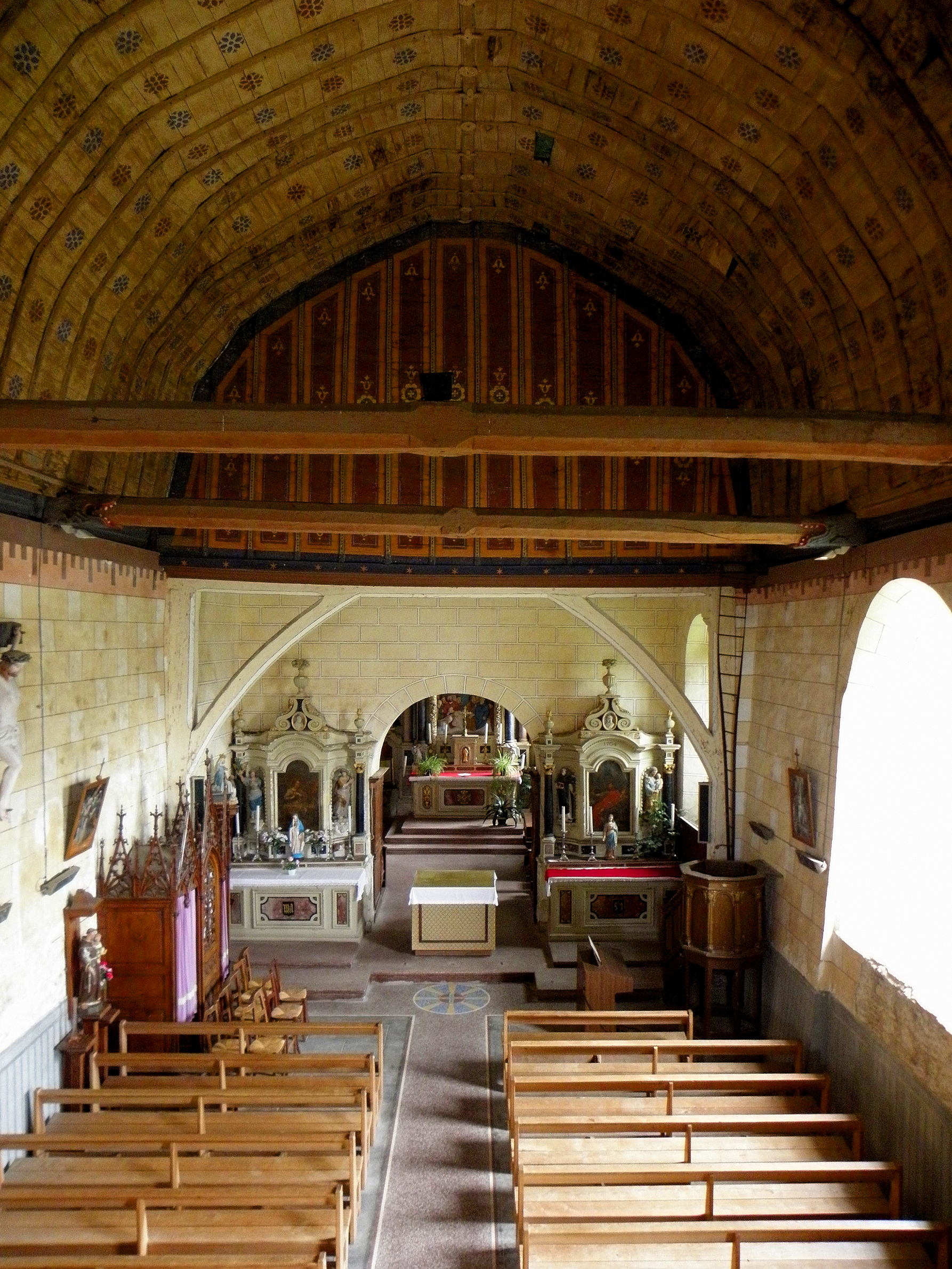
Innenansicht

Die katholische Pfarrkirche Notre-Dame-de-l’Assomption in Arbrissel, einer französischen Gemeinde im Département Ille-et-Vilaine in der Region Bretagne, wurde im 11. Jahrhundert an der Stelle eines abgebrannten Vorgängerbaus errichtet. Die Mariä Himmelfahrt geweihte Pfarrkirche ist seit 1987 als Monument historique klassifiziert.

## Architektur
Die Pfarrei in Arbrissel wird bereits im 9. Jahrhundert erwähnt. Der massive Saalbau wird von kräftigen Strebepfeilern abgestützt. Bemerkenswert ist das Kranzgesims mit skulptierten Kragsteinen und der aus sternförmigen Blumen gebildete Schmuck des Portals.
Ein Holzgebälk, das den Glockenturm trägt, steht auf Steinsockeln. Der eingezogene Chor schließt an der rechten Seite halbkreisförmig. Der Triumphbogen öffnet sich sehr weit zum Kirchenschiff. 

## Ausstattung
Folgende Teile der Ausstattung sind eigens als Monument historique klassifiziert:
- Altar aus dem 17. Jahrhundert[2]
- Bronzene Glocke aus der Kollegiatkirche in La Guerche[3]
- Retabel (1704)[4]
- Statuen[5]
- Seitenaltäre (1704)[6]
- Beichtstuhl aus dem 19. Jahrhundert[7]
- Kreuz aus dem 17. Jahrhundert[8]
- Zwei Kelche aus dem 19. Jahrhundert[9]
- Zwei Ziborien aus dem 19. Jahrhundert[10]
- Zwei Leuchter aus dem 18. Jahrhundert[11]
- Monstranz[12]

Hauptaltar
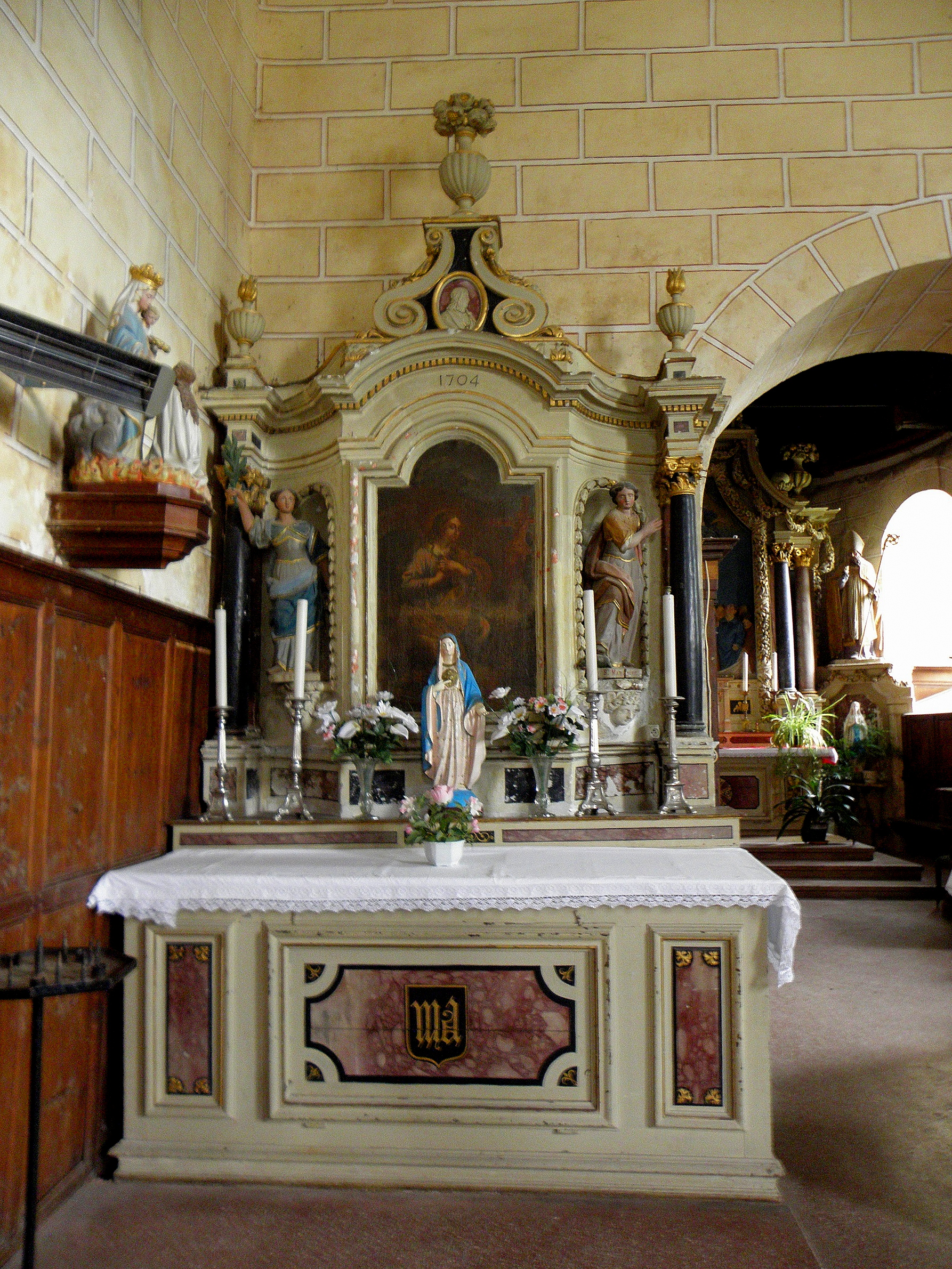
Nördlicher Seitenaltar
Südlicher Seitenaltar
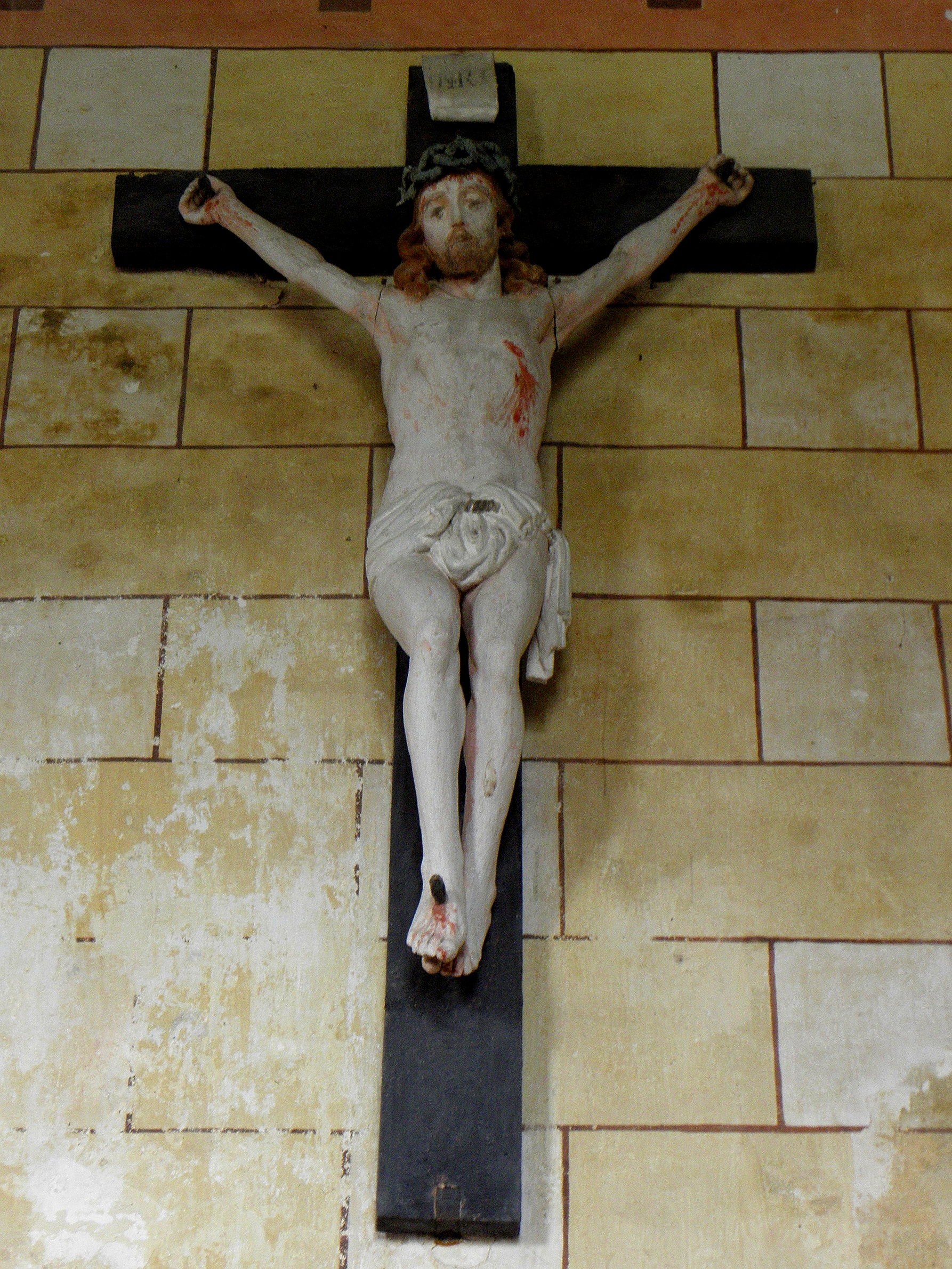
Kruzifix